# Platyrhina tangi
Platyrhina tangi ist ein Rochen aus der Familie der Dornrücken-Gitarrenrochen
(Platyrhinidae). Er lebt an der Küste des östlichen Asien von Südkorea über China und Taiwan bis zum nördlichen Vietnam, außerdem an den Küsten des südlichen Japan, nicht aber bei den Ryūkyū-Inseln oder den Ogasawara-Inseln. Im Japanischen Meer ist die Art sehr selten.

## Merkmale
Nach Aussage von Fischern wird Platyrhina tangi über 70 Zentimeter lang. Das größte gemessene Männchen war 68 Zentimeter lang, das größte Weibchen hatte eine Länge von 64 Zentimeter. Die Körperscheibe ist herzförmig, die Schnauze spitz, Brust- und Bauchflossen sind abgerundet. Der kräftige, haiartige Schwanz hat einen Anteil von 54 bis 63 % an der Gesamtlänge der Fische. Rücken und Schwanz haben auf der Oberseite eine Dornenreihe. Diese reicht auf dem Schwanz bis zur zweiten Rückenflosse. Die beiden Rückenflossen sind in Größe und Form in etwa gleich und stehen weit auseinander. Auf der Rückenseite sind die Fische Rückenseite bräunlich bis graubraun gefärbt, in der Mitte dunkler als an den Seiten. Die Rückenmitte ist dunkler, die Flossen sind heller. Die Bauchseite ist weißlich und normalerweise mit einigen unregelmäßigen gelben Flecken. Die Bauchseite der Tiere ist hell, die Ränder von Brust- und Bauchflossen sind graubraun. Die nah zusammen stehenden Augen sind klein, die weit auseinander stehenden Nasenöffnungen sind schmal. Die Haut ist mit zahlreichen, in den meisten Fällen sehr kleinen, scharfen Placoidschuppen bedeckt und wirkt dadurch samtartig. Größere Schuppen befinden sich an den Seiten der vorderen Körperscheibe und auf dem Schwanz. Drei oder fünf Dornen befinden sich an den Augenhöhlen und je zwei in der hinteren Schulterregion.
Von anderen Arten der Gattung Platyrhina unterscheidet sich Platyrhina tangi durch nur eine Dornenreihe auf der Schwanzoberseite, dem fehlen von Dornen im vorderen Schulterbereich und große Dornen in der Nähe der Augen. Diese und die Dornen im Nacken und im Schulterbereich sind von hellen, weißlich oder gelblich pigmentierten Flecken umgeben.

## Lebensweise
Über das Verhalten und die Lebensweise von Platyrhina tangi ist kaum etwas bekannt. Die Fische werden mit einer Länge von etwa 40 cm geschlechtsreif. Jungrochen werden von August bis November geboren. Unmittelbar darauf paaren sich die Tiere wieder.